# Ozyptila americana
Ozyptila americana là một loài nhện trong họ Thomisidae.
Loài này thuộc chi Ozyptila. Ozyptila americana được Richard C. Banks miêu tả năm 1895.